# PowerPC G4

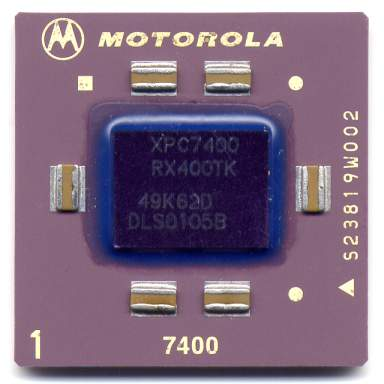
Procesor G4 – PowerPC 7400

PowerPC G4 – określenie nadane przez Apple procesorom PowerPC czwartej generacji. Apple nadało tę nazwę różnym modelom mikroprocesorów dostarczanych przez Freescale Semiconductor, dawniej Motorola.
Komputery Apple Macintosh, które wzięły swoją nazwę od tej rodziny mikroprocesorów to laptopy PowerBook G4, iBook G4 oraz komputer stacjonarny Power Mac G4 Cube. Procesory serii G4 są lub były także używane w komputerach eMac, Mac mini, iMac oraz w serwerach Xserve.

## PowerPC 7400 „Max”
PowerPC 7400 (nazwa kodowa „Max”) zadebiutował w lecie 1999 roku i był pierwszym procesorem, który został przez firmę Apple oznaczony nazwą serii PowerPC G4. Układ pracował z częstotliwościami zegara od 400 do 500 MHz, zawierał 10,5 miliona tranzystorów produkowanych w technologii HiPerMOS6 0,20 μm firmy Motorola. Powierzchnia układu wynosiła 83 mm².
Problemy Motoroli z dostarczaniem mikroprocesorów serii 7400 w odpowiednich wersjach częstotliwościowych zmusiły Apple do sprzedaży komputerów serii Power Mac z częstotliwościami zegara 350, 400 oraz 450 MHz zamiast 400, 450, 500 MHz. Incydent sprawił, że firma Apple poprosiła IBM o pomoc przy produkcji procesorów serii 7400 Motoroli. Model 500 MHz został ponownie wprowadzony do sprzedaży 16 lutego 2000 roku.

## PowerPC 7410 „Nitro”
PowerPC 7410 (nazwa kodowa „Nitro”) używał podobnych rozwiązań co mikroprocesor 7400, lecz był produkowany w technologii 180 nm w miejsce 200 nm. Tak jak 7400 zawierał 10,5 miliona tranzystorów. Pojawił się w pierwszej generacji komputerów PowerBook G4 wprowadzonej na rynek 9 stycznia 2001 roku.
W układzie dodano możliwość alokowania całej lub połowy pamięci podręcznej jako bardzo szybkiej pamięci RAM o dowolnie wybranych adresach fizycznych. Właściwość ta była używana przez twórców systemów komputerowych takich jak Mercury Computer Systems.

## PowerPC 7450 „Voyager”

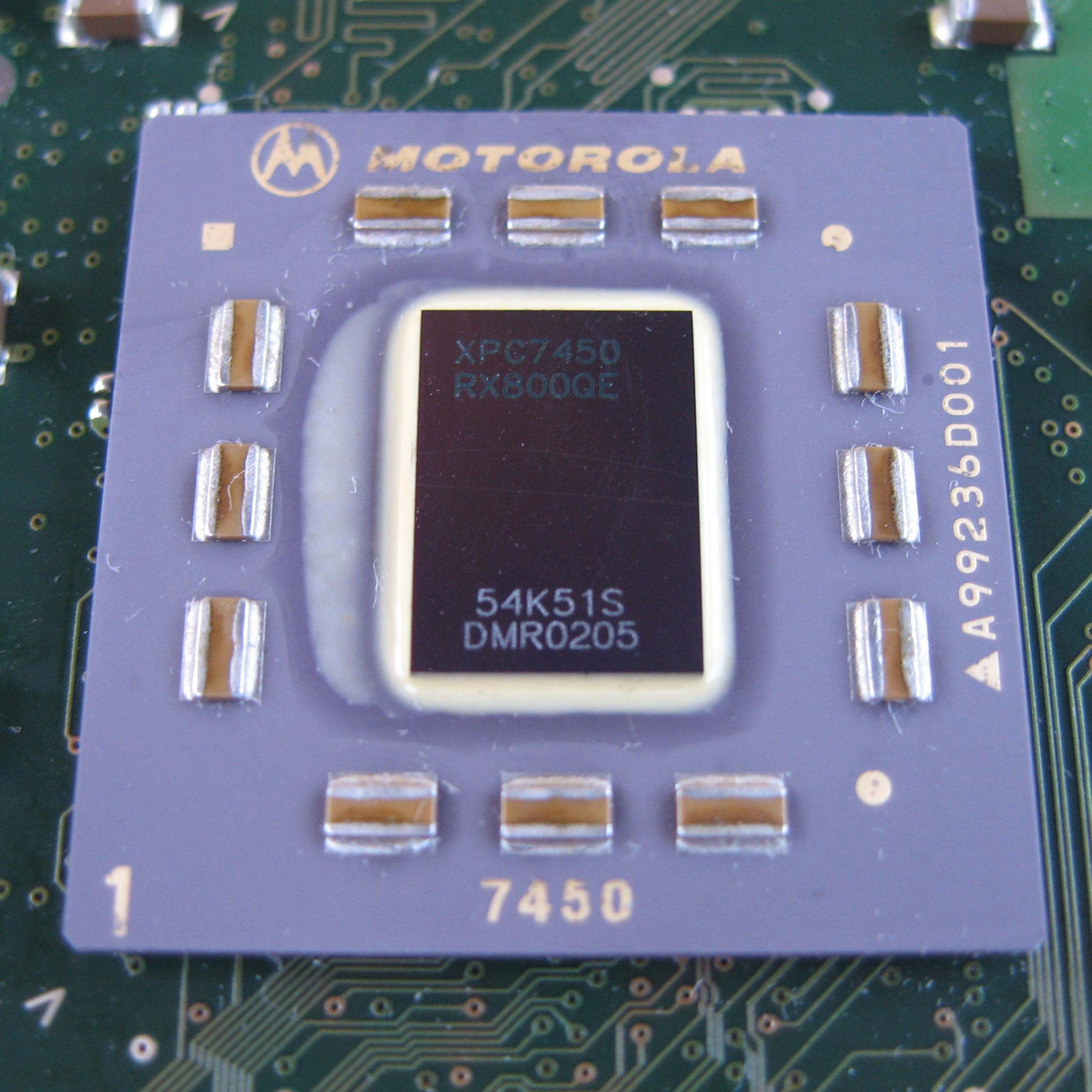
Procesor PowerPC 7450 800MHz w komputerze Power Mac G4

PowerPC 7450 (nazwa kodowa „Voyager”) był pierwszą, większą próbą zmiany architektury mikroprocesorów serii 7400. Układ z 33 milionami tranzystorów, dłuższym potokiem wykonawczym, 256 KiB pamięci podręcznej L2, zewnętrzną pamięcią podręczną L3 (do 2 MiB). Poprawiono wydajność układu AltiVec w postaci możliwości wykonania dwóch dowolnych instrukcji równocześnie (poprzednio właściwość ta była ograniczona tylko do pewnych przypadków). Poprawka została wprowadzona z wersją procesora o częstotliwości zegara 733 MHz 9 stycznia 2001 roku.

## PowerPC 7445/7455 „Apollo 6”
PowerPC 7455 (nazwa kodowa „Apollo 6”) posiadał szerszą, 256 ścieżkową pamięcią podręczną, był produkowany w 180nm technologii SOI. Był to pierwszy mikroprocesor w komputerach Apple Macintosh, który przekroczył granicę 1 GHz. PowerPC 7445 nie posiadał interfejsu do pamięci podręcznej L3.

## PowerPC 7447/7457 „Apollo 7”
Na początku roku 2005 najszybszym mikroprocesorem dostarczanym wraz z linią komputerów G4 produkowanych przez Apple był MPC 7447B pracujący z częstotliwością 1,67 GHz. Zawierający 58 milionów tranzystorów PowerPC 7447 jest zmodyfikowaną wersją mikroprocesora 7450/55. Posiada 512 KiB pamięci podręcznej L2 i jest produkowany w technologii 130nm przez co zużywa mniej energii. Wraz z pojawieniem się PowerPC 7447A, który posiadał diodę termiczną oraz oferował technologię DFS (dynamic frequency scaling) firma Freescale była w stanie nieznacznie podnieść częstotliwość zegara. Mikroprocesor 7457 zawierał dodatkowy interfejs do pamięci podręcznej L3.

## PowerPC 7448 „Apollo 8”
PowerPC 7448 jest rozwinięciem modelu 7447A. Na początku roku 2005 był dostarczany kontrahentom Motoroli w niewielkich ilościach, do prac badawczych. Jest to szybsza oraz bardziej ekonomiczna pod względem energetycznym wersja PowerPC 7447A, produkowana w technologii 90 nm z 1 MiB pamięci podręcznej L2. Posiada szynę zewnętrzną taktowaną zegarami o częstotliwościach do 200 MHz i jest zbudowana na podstawie rdzenia produkcji Freescale o nazwie e600. Mikroprocesor mógł pracować z częstotliwościami zegara do 2 GHz.